# SS British Sergeant
La British Sergeant  fu un petroliera britannica affondata per attacco aereo al largo di Kayankerni, Ceylon, il 9 aprile 1942.

## Storia
La petroliera SS British Sergeant fu costruita presso il cantiere navale Palmers Shipbuilding and Iron Company di Newcastle upon Tyne per conto della British Tanker Company di Londra. La nave fu varata il 27 febbraio 1922, ed entrò in servizio nell'agosto dello stesso anno. Allo scoppio della seconda guerra mondiale fu requisita dalla Royan Navy, ricevendo il suffisso RFA, e operando nel Mar Mediterraneo. Mentre era all'ancora nel porto di Alessandria d'Egitto, luglio 1940, fu coinvolta nel blocco della Force X francese, al comando del viceammiraglio René Émile Godfroy ad opera della navi inglesi del viceammiraglio Andrew Cunningham. Trasferita nell'Oceano Indiano, il 7 marzo 1942 la nave si trovava a Bombay per svolgere le sue missioni di rifornimento tra Abadan, Aden e Trincomalee.
Nell'aprile 1942 la forza d'attacco delle portaerei giapponesi, al comando del viceammiraglio Chuichi Nagumo, come parte della Operazione C,  attaccò l'isola di Ceylon nel tentativo di distruggere la Eastern Fleet britannica. Nonostante le precauzioni prese dagli inglesi, l'8 aprile le portaerei giapponesi attaccarono, arrivando da est, il porto di Trincomalee, ma le principali navi inglesi erano già salpate portandosi al largo. Gli aerei giapponesi colpirono la base aerea di China Bay e affondarono la nave da trasporto Sagaing, danneggiando anche il monitore Erebus. Dopo la fine dell'attacco, mentre le navi inglesi stavano ritornando verso Trincomalee, esse furono avvistate da un idrovolante da ricognizione della nave da battaglia Haruna. Immediatamente delle portaerei giapponesi decollarono 80 bombardieri in picchiata Aichi D3A Val che attaccarono le navi nemiche a partire dalle 10:35. Prima di mezzogiorno furono affondati nei pressi di Batticaloa la portaerei Hermes, e il cacciatorpediniere australiano Vampire. 
L'attacco giapponese si estese poi alle navi vicine, la corvetta Hollyhock fu colpita e affondata da un aereo della Soryu,  e stessa sorte toccò poi alla nave ausiliaria Athelstone, la petroliera RFA British Sergeant e la nave mercantile Norviken.
Sei bombardieri giapponesi attaccarono la RFA British Sergeant. La prima bomba che colpì la nave aprì una falla sulla fiancata, facendo inclinare la nave di 35 gradi. La seconda bomba colpì il ponte sul lato di dritta. Le bombe del terzo e del quarto aereo perforarono il ponte, distruggendo la poppa della nave. Sebbene l'attacco sia durato solo 90 secondi, i cannoni della nave continuarono a sparare riuscendo ad abbattere 2 degli aerei giapponesi.
Il relitto della British Sergeant giace  oggi, diviso in due tronconi, al largo di Kayankerni, sulla costa orientale dello Sri Lanka, ad una profondità di 24 m.  Il troncone di poppa è in posizione verticale, mentre quella di prua appare capovolta. Parte della nave è crollata verso l'esterno sui due lati creando un'enorme caverna. Una distanza di circa 5 metri separa la sezione di prua da quella di poppa.

### Fonti
1. 1 2 3 4 5 6 7  Wrecksite.
2. 1 2 3 4 5 6 7 8 9  Spotmydive.
3. ↑  Stille 2005, p. 17.
4. ↑  Roskill 1956, p. 28.
5. 1 2  Stuart 2006, p. 72.
6. 1 2  Stuart 2006, p. 73.